# Кассинелли, Андреа
Андреа Кассинелли (итал. Andrea Cassinelli; род. 2 сентября 1993, Турин) ― итальянский шорт-трекист. Серебряный и бронзовый призёр зимних Олимпийских игр 2022 года в Пекине,  3-хкратный призёр чемпионата Европы.

## Биография
Андреа Кассинелли начал кататься на коньках в 2004 году в Турине, вдохновлённый мужской эстафетной сборной Италии, завоевавшей серебро на зимних Олимпийских играх 2002 года в Солт-Лейк-Сити. Его интерес к конькобежному спорту расцвел в 2005 году, когда он отправился в Палавелу со своим братом и увидел, как Фабио Карта выиграл чемпионат Европы в тот день. 
Уже в марте 2007 года на чемпионате Италии среди юниоров занял 8-е место в общем зачёте многоборья. В 2010 году он одержал победу на национальном чемпионате среди молодёжи на всех дистанциях и в общем зачёте. Следом участвовал на юниорском чемпионате мира в Тайбэе и занял 11-е место в эстафете.
В январе 2011 года вновь выиграл золотую медаль юниорского чемпионата Италии в многоборье, а в феврале участвовал на юниорском чемпионате мира в Курмайоре и занял в общем зачёте 20-е место. Кассинелли дебютировал на Кубке мира в октябре 2011 года в Солт-Лейк-Сити. В феврале 2012 года на чемпионате мира среди юниоров в Мельбурне стал 49-м в общем зачёте. 
В начале 2013 года на чемпионате Европы в Гётеборге занял 4-е место в мужской эстафете. В 2015 году Кассинелли поднялся на 7-е место на национальном чемпионате Италии. Он завоевал бронзовую медаль на чемпионате Европы в Турине 2017 года в эстафете, выступая в команде с Юрием Конфортола, Николой Родигари и Томмазо Дотти.
В 2019 году он был зачислен в спортивную группу Yellow Flames. В январе 2020 года завоевал бронзу в эстафете на чемпионате Европы в Дебрецене, а на чемпионате Европы в Гданьске (Польша) 2021 года стал вице-чемпионом Европы в эстафете вместе с Юрием Конфортолой, Лукой Спекенхаузером и Пьетро Сигелем и занял 15-е место в многоборье. В сентябре выиграл абсолютный титул чемпиона Италии в общем зачёте.
На зимних Олимпийских играх 2022 года в Пекине завоевал серебряную медаль в смешанной эстафете на 2000 м вместе с Арианной Фонтана, Мартиной Вальчепиной, Пьетро Сигелем, Юрием Конфортолой и Арианной Вальчепиной. 16 февраля в составе мужской эстафетной команды завоевал бронзовую олимпийскую медаль. Кассинелли также занял 23-е место на дистанции 500 м.
В марте на национальном чемпионате Италии в Бормио Кассинелли выиграл серебряные медали на дистанциях 500 и 1000 м и занял 3-е место в общем зачёте многоборья.

## Личная жизнь
Андреа Кассинелли окончил художественную среднюю школу, любит рисовать, любит видеоигры, баскетбол NBA и является большим поклонником рэп-музыки.